# Shiojiri
Shiojiri (塩尻市, Shiojiri-shi) est une ville de la préfecture de Nagano, au Japon.

## Géographie

### Démographie
En mars 2019, la population de Shiojiri était estimée à 67 240 habitants, répartis sur une superficie de 290,13 km2.

## Histoire
- 1er avril 1927 : le village de Shiojiri s'élève officiellement au rang de ville.
- 1er avril 1959 : la ville de Shiojiri s'agrandit en absorbant les territoires des anciens villages de Kataoka, Hirooka, Souga et Chikumazi.
- 1er avril 1960 : la ville perd le territoire de Kitauchida (Faisant anciennement partie du village de Kataoka) au profit de la ville de Matsumoto.
- 1er avril 1961 : la ville perd le territoire de Gakenoyu (Faisant anciennement partie du village de Kataoka) au profit de la ville de Matsumoto.
- 28 juin 1961 : la ville voit son territoire s'agrandir après avoir annexé le village de Seba.
- 1er mai 1968 : le district de change officiellement de nom, devenant le district de Kiso.
- 1er avril 1982 : la ville de Shiojiri laisse les territoires de l'ancien village de Seba (partie est de l'aéroport) au profit de la ville de Matsumoto.
- 1er avril 2005 : la ville annexe le village de Narakawa (du district de Kiso).

## Transports
Shiojiri est une importante plaque tournante dans le domaine du transport minier au Japon car la ville se trouve à la jonction des axes routiers et ferroviaires de Nagano, Nagoya et Tokyo. Les autoroutes Chūō et Nagano, ainsi que les lignes Chūō et Shinonoi passent par Shiojiri. La gare de Shiojiri est la plus importante de la ville.

## Jumelages

### Nationaux
- Itoigawa, préfecture de Niigata
- Minamiizu, district de Kamo

### Internationaux
- Mishawaka, Indiana, États-Unis[1].

## Culture locale et patrimoine
Shiojiri abrite les ruines Hiraide, qui sont classées comme étant l'une des trois plus ancienne ruines antiques du Japon. Des artefacts datant de la période Jōmon à l'époque de Heian y ont été découverts, ainsi que les ruines de 47 habitations datant de ces époques.

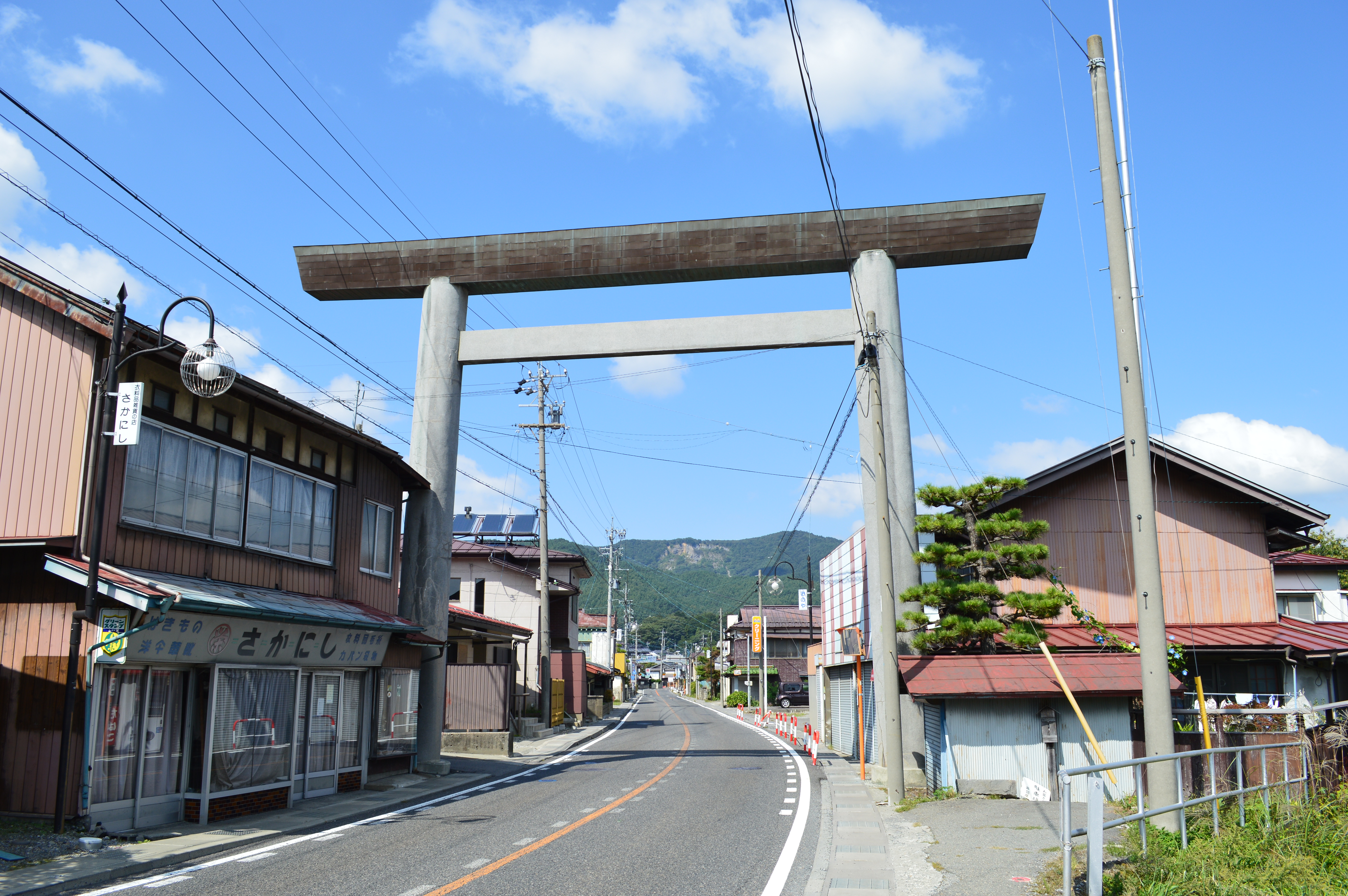
Hommage aux ruines Hiraide.
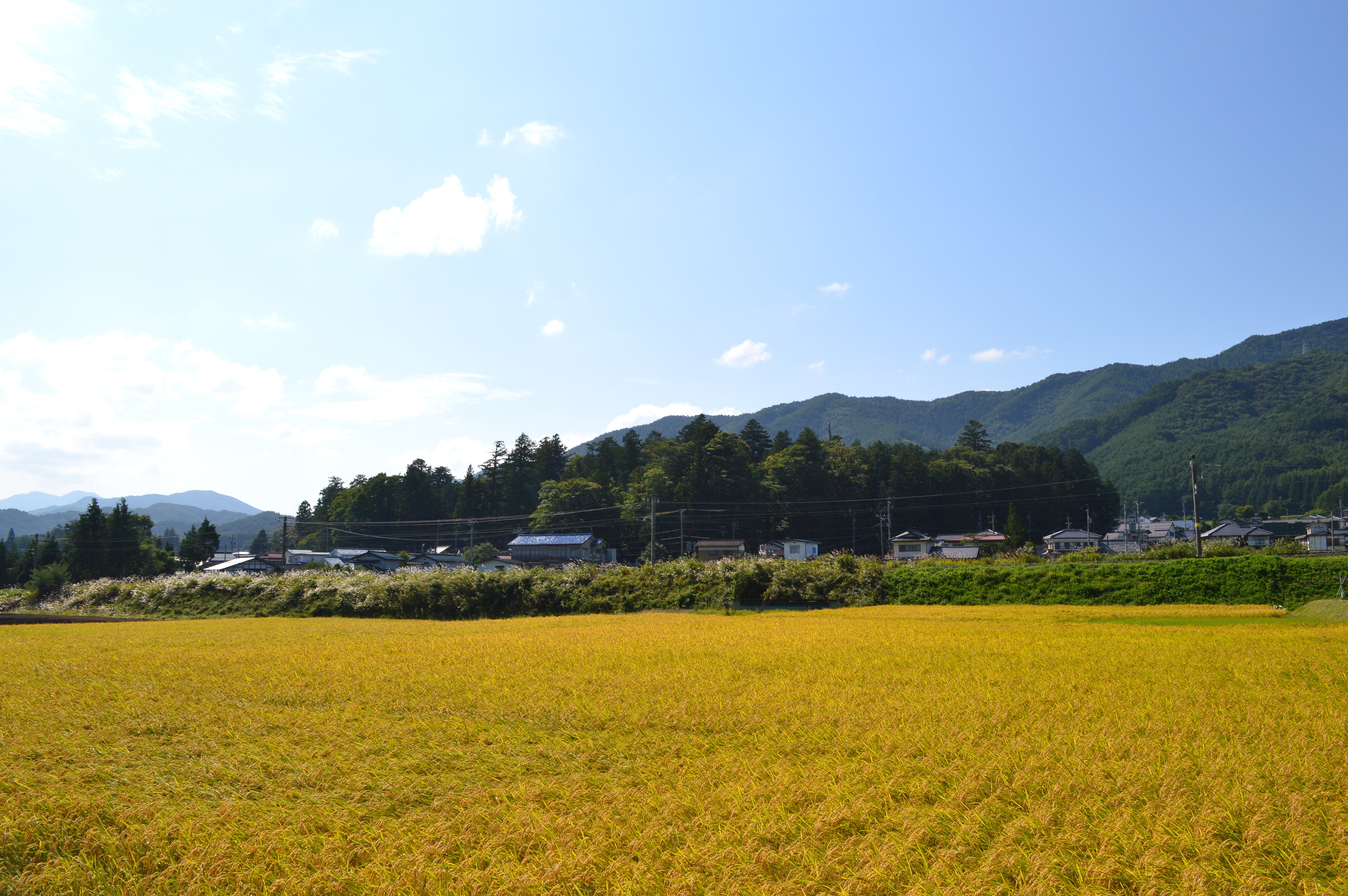
Localisation des ruines.
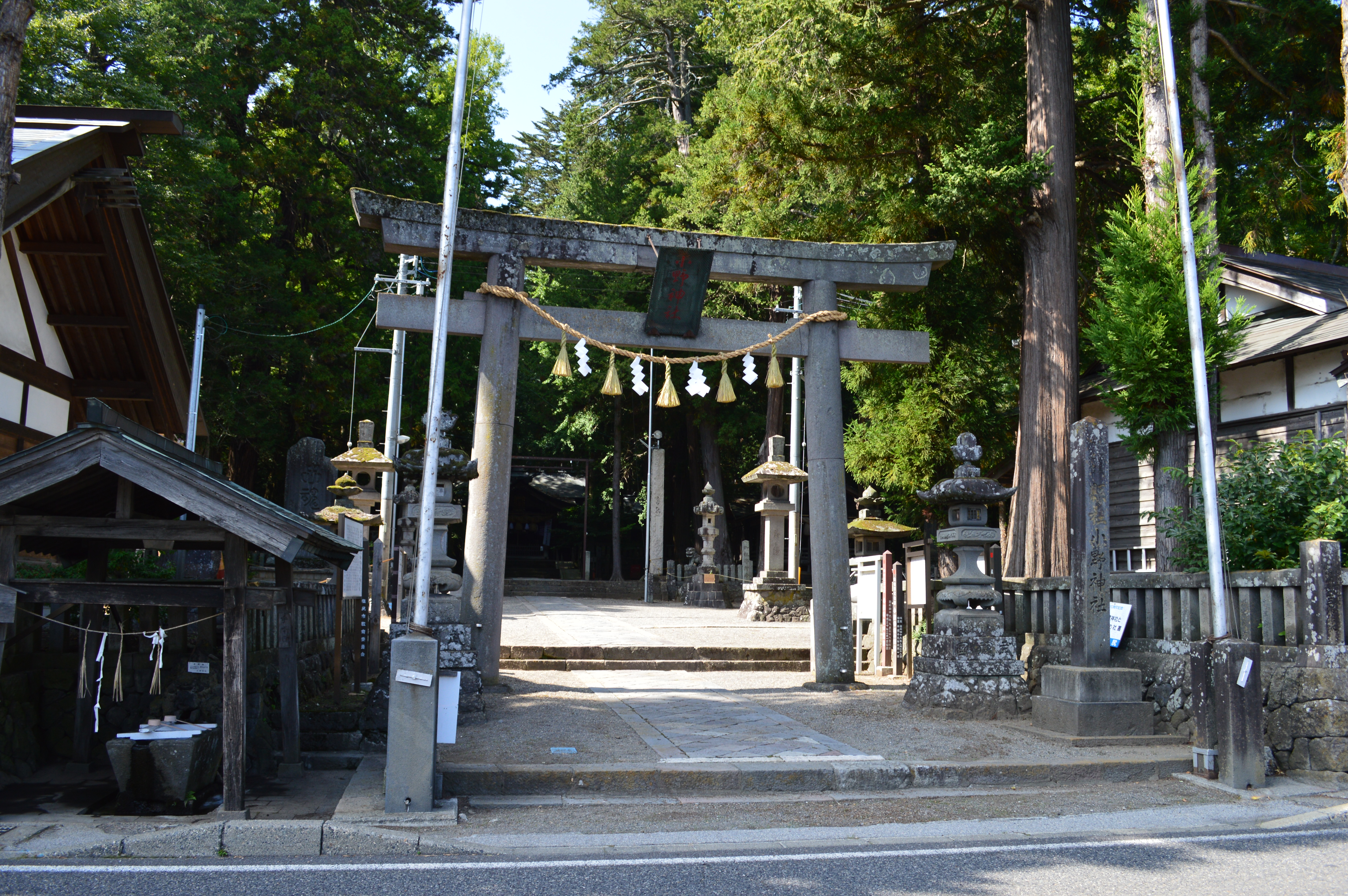
Torii du sanctuaire Ono.
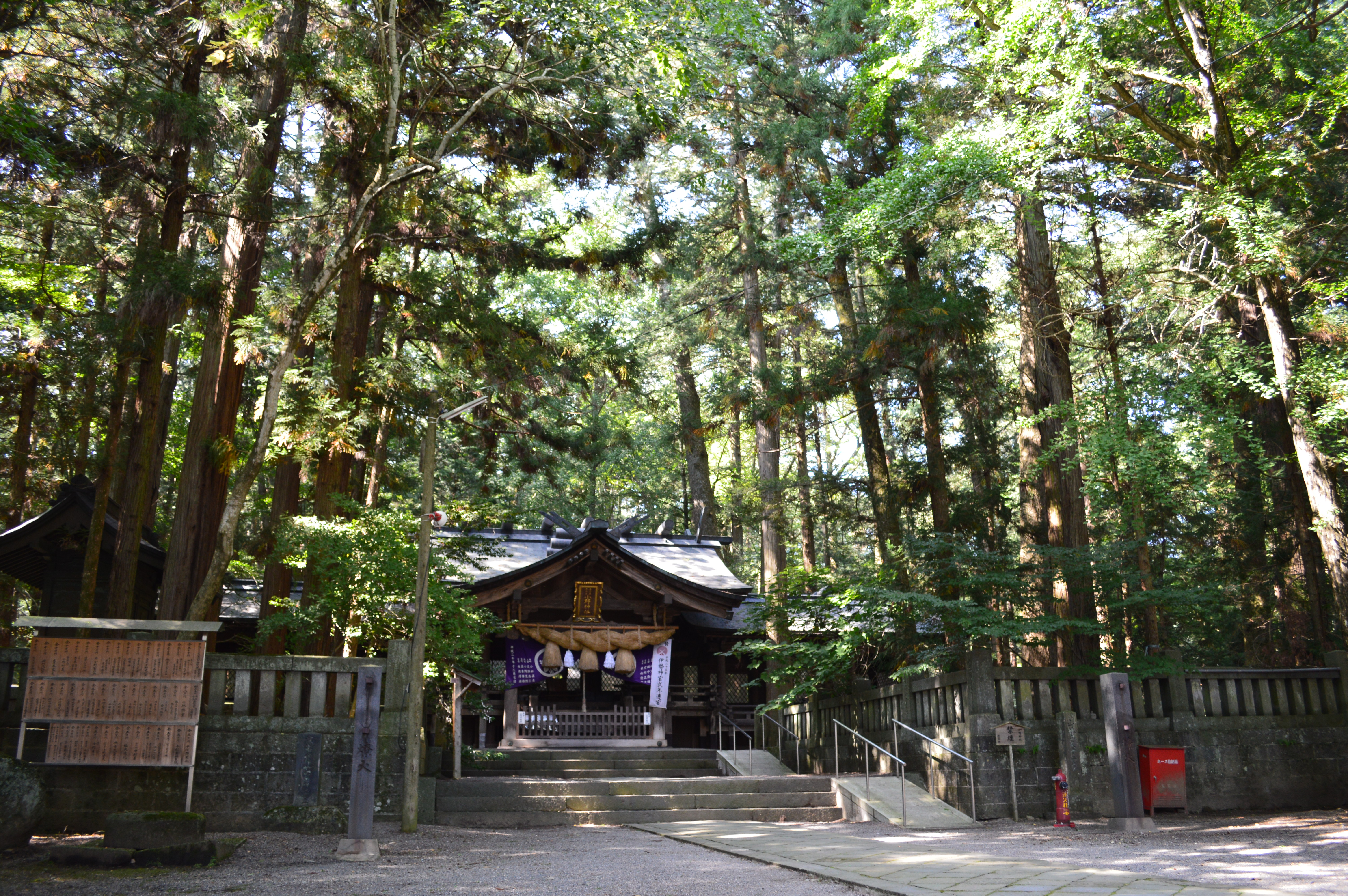
Ono-jinja keidai.